# Brentford Community Stadium
Brentford Community Stadium – stadion piłkarski w Londynie (dzielnica Brentford, gmina Hounslow), stolicy Wielkiej Brytanii. Został zainaugurowany 1 września 2020 roku. Może pomieścić 17 250 widzów. Swoje spotkania rozgrywają na nim piłkarze klubu Brentford FC, a także rugbyści zespołu London Irish.

## Historia
W 2002 roku Brentford FC ogłosił zamiar budowy nowego stadionu na terenie położonym przy stacji kolejowej Kew Bridge. W 2012 roku klub zakupił działkę o powierzchni 7,6 akrów. W 2013 roku lokalne władze zaakceptowały plan budowy stadionu wraz z powstaniem obok nowych budynków mieszkalnych. Nabycie kolejnych, brakujących do realizacji całego projektu terenów udało się sfinalizować w 2016 roku, po zastosowaniu procedury wywłaszczenia. W marcu 2017 roku ruszyły prace mające na celu przygotować teren pod przyszłą inwestycję. Właściwa budowa rozpoczęła się w marcu 2018 roku.
W trakcie budowy stadionu Brentford FC występował w rozgrywkach Championship (drugi poziom ligowy). W końcówce sezonu 2019/2020 klub dotarł do finału baraży o awans do Premier League. Wygrana oznaczałaby, że w kolejnym sezonie zespół rozpocząłby grę na nowym obiekcie jako uczestnik najwyższej klasy rozgrywkowej. Po przegranej w finale 1:2 (po dogrywce) z derbowym rywalem, Fulham FC, zespół pozostał jednak w Championship.
Pierwszy mecz na nowym obiekcie, sparing pomiędzy Brentford FC i Oxford United FC (2:2), odbył się 1 września 2020 roku. Pierwsze spotkanie o stawkę piłkarze Brentford FC rozegrali na nowej arenie 6 września 2020 roku przeciwko Wycombe Wanderers FC. Mecz pierwszej rundy Pucharu Ligi Angielskiej zakończył się wygraną i awansem gospodarzy po serii rzutów karnych (4:2; w meczu był remis 1:1). Natomiast pierwszy mecz ligowy Brentford FC rozegrał na nowym obiekcie 19 września 2020 roku z Huddersfield Town FC (3:0).
Piłkarze Brentford FC przenieśli się na nowy obiekt z położonego o kilometr na zachód Griffin Park. Stary stadion powstał w 1904 roku i od początku swojego istnienia służył piłkarzom tego klubu. Po przeprowadzce stary obiekt został zlikwidowany, a w jego miejscu powstały budynki mieszkalne.
Obok Brentford FC, gospodarzem nowej areny został również klub rugby, London Irish. Zespół ten, dzięki przeprowadzce, powrócił do Londynu po 20 latach grania na Madejski Stadium w Reading. London Irish zadebiutował na nowym stadionie 29 listopada 2020 roku, pokonując w meczu Premiership Rugby drużynę Leicester Tigers 22:9.
Pierwsze spotkania na nowym obiekcie, z powodu obostrzeń związanych z trwającą pandemią COVID-19, grane były bez udziału publiczności. Pierwszy mecz z udziałem widzów (w liczbie 2000) odbył się 5 grudnia 2020 roku (remis Brentford FC w spotkaniu ligowym z Blackburn Rovers FC 2:2).
W 2022 roku stadion był jedną z aren piłkarskich mistrzostw Europy kobiet.
Pierwsze plany zakładały budowę stadionu o pojemności 20 000 widzów, ale ostatecznie obiekt może pomieścić nieco mniej, bo 17 250 widzów. Obiekt ma układ typowo piłkarski (choć przystosowany jest też do rozgrywania na nim meczów rugby), z trybunami ułożonymi za liniami końcowymi boiska. Wszystkie trybuny są zadaszone, największa trybuna główna usytuowana jest po południowej stronie. Teren stadionu ograniczony jest z trzech stron torami kolejowymi, a ograniczenia przestrzenne znalazły swoje odzwierciedlenie w kształcie trybun, które są wyraźnie „ścięte” w narożnikach przyległych do trybuny głównej, również trybuna północna jest nieco niższa od trybun za bramkami.